# Vee Jay Records
Vee Jay Records è una casa discografica fondata all'inizio degli anni cinquanta, specializzata in blues, jazz, R&B e Rock and roll. Era posseduta e gestita da afroamericani.

## Storia
Fu fondata a Gary (Indiana) nel 1953 da Vivian Carter e James Bracken, due coniugi che utilizzarono le loro iniziali per il nome dell'etichetta. Ben presto divenne la maggiore etichetta R&B e ad essa si affidarono i cantanti blues Jimmy Reed, Memphis Slim e John Lee Hooker e importanti gruppi R&B come gli El Dorados.
Gli anni sessanta la videro diventare la maggiore etichetta per musica soul grazie a cantanti come Jerry Butler, Gene Chandler, Dee Clark e Betty Everett. Inoltre ebbe maggior successo con alcune registrazioni rock'n'roll dei The Four Seasons e dei Beatles e in seguito fece anche qualche registrazione folk con Hoyt Axton.